# 蔣為文
蔣為文（1971年9月15日—），臺灣語言學家、作家、台語文運動推行者、越南研究專家。英文名「Taiffalo」，為「Taiwan Buffalo」（臺灣水牛）的簡稱。出生於高雄市岡山區，現居住於台南市，現任國立成功大學台灣文學系系主任，也是國立成功大學台灣語文測驗中心主任、國立成功大學越南研究中心主任、台灣羅馬字協會理事長、台灣南社副社長、台灣教授協會南區召集人。

## 早年及教育
蔣為文畢業於淡江大學機械工程學系，其後來研究語言與文化。他於1996年出國留學，於2003年獲美國德州大學阿靈頓分校語言學博士。

## 經歷
蔣為文就讀淡江大學機械系時創立「台語文社」，間接從台灣基督長老教會得到一本《白話字教科書》，開始研究如何「寫台語」、參與台語文運動。除了淡江大學「台語文社」創社社長，其亦擔任學生台灣語文促進會創會幹部；留學美國期間任「台灣同學會」會長、「全美台灣學生社」社委、「北美洲台灣研究年會」社委、德州大學「LINGUA語言學會」會長。蔣為文自大學時期開始以台語創作，1994年獲第十六屆鹽分地帶文藝營新詩第二名、1996年獲第二屆南鯤鯓台語文學營台語文學獎新詩頭獎，並於當年出版第一本台語文創作集《海翁 （页面存档备份，存于）》(台笠出版)。
蔣為文所研究之語言包含越南語及台語，領域包含社會語言學、台越比較和台灣母語文學。近年來研究重點著重語言、文學、文化和國家認同的關係，特別是漢字文化圈中脫漢運動的理論論述。自1997年開始，蔣為文投入台越比較研究，為全民台語認證及國際越南語認證(iVPT)的研發召集人，於2011年榮獲越南社會科學院頒贈越南研究傑出勳章，為台灣學術界極少數精通越南語的學者，也是台越文化交流的積極推動者。
蔣為文曾於2013年8月至2014年7月，應邀至日本東京外國語大學亞非研究所客座一年，亦曾任台灣民政府教育大臣，於2012年9月8日主持台灣民政府「台灣語文圓桌會議」。目前任教於台灣國立成功大學台灣文學系，也是國立成功大學台灣語文測驗中心主任、國立成功大學越南研究中心主任、台灣羅馬字協會理事長、台灣南社副社長。

## 台語文事件

### 與陳芳明衝突
2011年6月12日，陳芳明出席國立台灣文學館的鹽分地帶文學研討會，遭遇蔣為文、李文正及巫義淵等多人抗議。
2011年9月24日，陳芳明到國立台灣文學館演講，遭遇蔣為文等人抗議。蔣為文發言質疑陳芳明「消費台灣意識」、「充當中華民國獨尊華語文學的打手」、「不配當台灣文學所所長」，陳芳明則繼續演講、不予回應。

### 與黃春明衝突
2011年5月24日，文訊雜誌社及趨勢教育基金會等單位邀請黃春明於國立台灣文學館演講「台語文書寫與教育的商榷」，其演講內容引發台下聽講的蔣為文不滿，於是蔣為文在台下高舉大字報抗議黃春明，海報上以中文書寫：「台湾作家不用台湾語文，卻用中国語創作，可恥！」，台語白話字寫：「Tâi-oân chok-ka ài iōng Tâi-oân-gí chhòng-chok」（台灣作家愛用台灣語創作）。黃春明對此抗議感到憤怒，不顧仍在演講而立即責罵蔣為文短視、可恥，蔣為文回說黃春明不該如此短視且批評黃為外行人。黃春明盛怒之下，當場脫掉上衣、衝下台對蔣繼續辱罵，並爆出五字經粗口，且稱蔣為「會叫的野獸」。蔣為文以公然侮辱罪控告黃春明，2012年4月2日，台南地方法院法官鄭銘仁於一審判決黃春明公然侮辱罪成立，罰金一萬元，緩刑二年。
2012年5月12日，台南地檢署提起上訴，認為黃春明被蔣抗議後，口出穢言屬「正當防衛」，要求改判無罪。檢察官蘇榮照上訴理由指出，蔣在黃的演講會場上舉海報抗議，黃自覺在眾多聽講者前遭蔣以「可恥」抗議在先，情緒激動下驟然口出不雅言語，僅為發洩心中不滿，並非蓄意侮辱蔣。
2012年9月5日，台南高分院二審宣判仍認定黃春明有罪、但一審量刑有違誤，改以「黃是重要文學作家受到挑釁且侮辱情節輕微」判決免刑，全案定讞。
該事件引發社會大眾及台灣文學界對台灣語文創作的正反看法。台文筆會為此還出版專書《蔣為文抗議黃春明的真相》。

## 著作目錄
- 蔣為文2024《唐山過越南:越南明鄉人之認同轉變與在地化研究》台南：亞細亞國際傳播社。
- 蔣為文(主編)2024《明鄉人的在地化研究：越南、韓國與台灣之比較》(台、中雙語版)台南：亞細亞國際傳播社。
- 蔣為文、陳慕真(主編) 2024《台灣文學ê金璇石──1920年進前台語白話字文學經典文選》台南：亞細亞國際傳播社。
- 蔣為文(主編)、梁文希、黃玉秋、吳氏芳蘭等著2024《人類學視野下的越南文化》台南：亞細亞國際傳播社。
- 蔣為文(主編)、阮玉詩等著2022《落地生根:越南南部華人禮俗文化的保存與變遷》台南：亞細亞國際傳播社。
- 蔣為文(主編)2022 《全民台語認證語詞分級寶典》(加強版)台南：亞細亞國際傳播社。
- 蔣為文、蔡氏清水、鄭智程、林美雪(編譯) 2021《與中國為鄰》(台、中雙語版)台南：亞細亞國際傳播社。
- 蔣為文2021《越南心適代》(台、中雙語版)台南：亞細亞國際傳播社。
- 蔣為文、蔡氏清水、鄭智程(編譯) 2020《越南現代文學》(台、中雙語版)台南：亞細亞國際傳播社。
- 蔣為文(Chiung, Wi-vun). 2020. TAIWAN AND VIETNAM: LANGUAGE, LITERACY AND NATIONALISM. Tainan: Center for Vietnamese Studies NCKU.
- 蔣為文(主編譯) 2019《探索越南文化本色》台南：亞細亞國際傳播社。
- 蔣為文(主編譯) 2019《肩上江山》越南現代詩選(越中台三語版)。台南：亞細亞國際傳播社。
- 蔣為文(編) 2019《越南文化：從紅河到九龍江流域》台北：五南圖書。
- 蔣為文、蔡氏清水(編譯) 2018《戰火人生：越南詩人陳潤明詩選》(越、台、中三語版)台南：亞細亞國際傳播社。
- 蔣為文(編) 2018《越南語教材教法》台北：五南圖書。
- 蔣為文2017(主編)《國際越南語認證導論》台南：亞細亞國際傳播社。
- 蔣為文2017《越南魂:語言、文字與反霸權》台南：亞細亞國際傳播社。
- 蔣為文、周定邦、楊蕙如2016 (主編)《探索台語白話字的故事》台南：國立台灣文學館&台灣羅馬字協會。
- 蔣為文2015 (主編)《白話字運動先行者》台南：亞細亞國際傳播社。
- 蔣為文2014 HIỆU QUẢ CỦA VIỆC HỌC CHỮ HÁN VÀ CQN(LEARNING EFFICIENCIES FOR HAN CHARACTERS AND VIETNAMESE ROMANIZATION 越文版)台南:國立成功大學越南研究中心。
- 蔣為文2014 《喙講台語‧手寫台文》台南：亞細亞國際傳播社。
- 蔣為文2013 (主編)《越南七桃long毋驚》（越台中三語手比冊）台南：亞細亞國際傳播社。
- 蔣為文2013 (主編)《校園進階越南語》台南：亞細亞國際傳播社。
- 蔣為文2011 (總編輯)《台語白話字文學選集》(一套五冊)台南：國立台灣文學館。
- 蔣為文2011 《民族、母語kap音素文字》台南：國立成功大學。
- 蔣為文2011 (主編)《全民台語認證語詞分級寶典》台南：亞細亞國際傳播社。
- 蔣為文2010 (主編)《全民台語認證導論》台南：亞細亞國際傳播社。
- 蔣為文2009 (主編)《台語能力檢定實務導論》台南：亞細亞國際傳播社。
- 蔣為文2008 (策劃)《葡萄ài tshit-thô》台南：國立成功大學。
- 蔣為文2008 (策劃)《看siáng khah勇》台南：國立成功大學。
- 蔣為文2007《語言、文學kap台灣國家再想像》台南：國立成功大學。
- 蔣為文2007《台灣元氣寶典》台南：國立成功大學。
- 蔣為文2006《牽手學台語、越南語》台南：國立成功大學。
- 蔣為文2005《語言、認同與去殖民》台南：國立成功大學。
- 蔣為文2004《海洋台灣：歷史與語言》(英越語雙語版)台南：國立成功大學。
- 蔣為文1996《海翁 台語文集》台北：台笠出版社。
- 蔣為文與楊允言等學生台灣語文促進會合著1995《台語這條路—台文工作者訪談錄》台北：台笠出版社。

## 外部連結
- 蔣為文的Facebook專頁
- 蔣為文Academia.edu學術論文網站 （页面存档备份，存于）
- 國立成功大學台灣文學系>系所師資 > 教授 蔣為文 （页面存档备份，存于）
- 蔣為文Taiffalo社會語言學網站 （页面存档备份，存于）
- 台灣語言 & 台灣文學討論網(收錄雙方正反意見)
- 蔣為文抗議黃春明的真相 （页面存档备份，存于）
- 蔣為文針對524台文事件所發布之聲明稿與相關文章 （页面存档备份，存于）